# Hans Maier
Hans Maier (Madiun, 11 luglio 1916 – L'Aia, 29 novembre 2018) è stato un pallanuotista olandese.
È stato un giocatore di pallanuoto olandese che ha partecipato alle Olimpiadi estive del 1936, conquistando il quinto posto. Ha giocato tutte le partite.